# Kirsten Heinsohn
Kirsten Heinsohn (* 6. Juni 1963 in Wedel) ist eine deutsche Historikerin und stellvertretende Direktorin der Forschungsstelle für Zeitgeschichte.
Sie studierte von 1982 bis 1988 an der Universität Hamburg Neue und Mittlere Geschichte, Volkswirtschaftslehre, Politikwissenschaft. Von 1989 bis 1990 war sie wissenschaftliche Angestellte in der Projektgruppe Friedenswissenschaften, Universität Kiel. Mit einem Promotionsstipendium der Universität Hamburg (1990–1992) und als wissenschaftliche Mitarbeiterin am Historischen Seminar der Universität Hamburg arbeitete sie an ihrer Dissertation, mit der sie 1995 promoviert wurde. Von 1997 bis 2001 forschte sie im HSP-III-Projekt Geschlechtergeschichte der Politik unter der Leitung von Barbara Vogel. Von 2002 bis 2013  war sie wissenschaftliche Mitarbeiterin am Institut für die Geschichte der deutschen Juden. Nach der Habilitation in Neuerer Geschichte an der Universität Hamburg 2006 vertrat sie 2007/2008 die Professur Angelika Schasers für Neuere Deutsche Geschichte an der Universität Hamburg. Dorothee Wierling vertrat sie von 2009 bis 2010 als stellvertretenden Direktorin der Forschungsstelle für Zeitgeschichte in Hamburg.
An der Universität Bielefeld vertrat sie Martina Kessel von 2010 bis 2011 auf der Professur für Neuere Geschichte und Geschlechtergeschichte. Sie vertrat von 2011 bis 2013 den Direktor der Forschungsstelle für Zeitgeschichte in Hamburg/Professor an der Universität Hamburg, Axel Schildt. An der Universität Kopenhagen lehrte sie von 2013 bis 2015 als Associate Professor Modern German History. Seit Dezember 2015 ist sie stellvertretende Direktorin der Forschungsstelle für Zeitgeschichte.
Ihre Arbeitsschwerpunkte sind Sozial- und Politikgeschichte (19. und 20. Jahrhundert), Geschichte Hamburgs, Frauen- und Geschlechtergeschichte und Jüdische Geschichte. In ihrer Dissertation untersuchte sie bürgerliche Frauenvereine in Hamburg von 1871 bis 1918. Durch die konsequente Verknüpfung des öffentlichen Handelns von Frauen mit der Geschichte des (Stadt-)Bürgertums leistete sie nach Ute Planert einen „wichtigen Beitrag zur Revision der Politikgeschichte aus geschlechterhistorischer Perspektive“.
Heinsohn ist Vorsitzende des Arbeitskreises für Historische Frauen- und Geschlechterforschung.

## Schriften (Auswahl)
- Hamburgischer Verein zur Förderung von Frauenbildung und Frauenstudium (1900–1924). Ein Beispiel für die Entwicklung des höheren Mädchenschulwesens im Deutschen Reich. Hamburg 1988, OCLC 258638374 (zugleich Magisterarbeit, Universität Hamburg, 1988).
- Politik und Geschlecht. Zur Politischen Kultur bürgerlicher Frauenvereine in Hamburg 1871–1918 (= Beiträge zur Geschichte Hamburgs, Band 52). Verein für Hamburgische Geschichte, Hamburg 1997, ISBN 3-923356-82-X (zugleich Dissertation, Universität Hamburg, 1995).
- als Herausgeberin mit Barbara Vogel und Ulrike Weckel: Zwischen Karriere und Verfolgung. Handlungsräume von Frauen im nationalsozialistischen Deutschland (= Geschichte und Geschlechter, Band 20). Campus-Verlag, Frankfurt u. a. 1997, ISBN 3-593-35756-9.
- als Herausgeberin mit Stefanie Schüler-Springorum: Deutsch-Jüdische Geschichte als Geschlechtergeschichte. Eine Zwischenbilanz (= Hamburger Beiträge zur Geschichte der deutschen Juden, Band 28). Wallstein, Göttingen 2006, ISBN 3-89244-942-2.
- als Herausgeberin mit Susanne Lachenicht: Diaspora Identities. Exile, Nationalism and Cosmopolitanism in Past and Present. Campus-Verlag, Frankfurt u. a. 2009, ISBN 3-593-38819-7.
- Konservative Parteien in Deutschland 1912 bis 1933. Demokratisierung und Partizipation in geschlechterhistorischer Perspektive (= Beiträge zur Geschichte des Parlamentarismus und der politischen Parteien, Band 155). Droste, Düsseldorf 2010, ISBN 978-3-7700-5295-0 (zugleich Habilitationsschrift, Universität Hamburg, 2006).
- mit Rita Bake: „Man meint aber unter Menschenrechten nichts anderes als Männerrechte“. Theodor Gottlieb von Hippel 1793. Zur Geschichte der Hamburger Frauenbewegung und Frauenpolitik vom 19. Jahrhundert bis zur Neuen Hamburger Frauenbewegung Ende der 1960er Jahre. Landeszentrale für politische Bildung, Hamburg 2012, ISBN 978-3-929728-80-4.
- als Herausgeberin mit Knud Andresen und Linde Apel: Es gilt das gesprochene Wort. Oral History und Zeitgeschichte heute. Dorothee Wierling zum Geburtstag 2015. Wallstein-Verlag, Göttingen 2015, ISBN 3-8353-1629-X.
- als Herausgeberin mit Klaus Weinhauer und Anthony McElligott: Germany 1916–1923. A Revolution in Context (= Histoire, Band 60). Transcript, Bielefeld 2015, ISBN 3-8376-2734-9.